# 元华光
元华光（490年—570年4月19日），一度改姓拓跋氏，河南郡洛阳县（今河南省洛阳市东）人，追尊魏昭成帝拓跋什翼犍五世孙，北魏司朔燕相四州刺史、太尉公元淑第三女，西魏公主，后出家为尼。

## 生平
元华光嫁给北魏瑯瑘郡公司马裔，丈夫去世后回归本家，弟媳李稚华以礼相待，之后元华光随李稚华偷偷的前往长安，于大统元年（535年）封徐州彭城郡公主。之后元华光在雍州等觉寺出家，法号僧华，北周天和五年岁次庚寅三月乙酉朔廿八日壬子（570年4月19日）在寺庙中去世，虚岁八十一，四月甲寅朔（570年4月21日）葬于京兆郡万年县鸿固乡吉迁里，隋朝开皇二年岁次壬寅十月十三日（582年11月14日）改葬于杜陵原。

## 家庭

### 五世祖
- 拓跋什翼犍，追尊魏昭成帝[1]

### 高祖
- 拓跋寿久可汗，拓跋什翼犍第八子[1]

### 曾祖
- 拓跋遵，北魏左右二丞相、常山王[1]

### 祖父
- 拓跋素连，北魏大将军、镇都大将、内外二都坐大官、常山康王[1]

### 父亲
- 元淑，北魏司朔燕相四州刺史、太尉公[1]

### 兄弟姐妹
- 元颢，大哥，北魏使持节、司空公、鄯州刺史[1]
- 元凝，北魏通直散骑常侍、赠徐州刺史
- 元祐，北魏使持节、散骑常侍、都督荆州诸军事、镇南将军、荆州刺史
- 元诞，北魏伏波将军
- 元季海，弟弟，西魏使持节、司空公、襄洛灵泾秦雍六州刺史、侍中、尚书令、司州牧、留守大都督、冯翊简穆王[1]

### 丈夫
- 司马裔，出自三祖司马氏琅琊房，北魏镇西大将军、吏部尚书司马金龙之孙，司马延宗之子[1]

### 子女
- 司马市奴，瑯瑘郡公[1]
- 司马法僧[1]
- 司马康买[1]
- 司马季礼[1]